# Markus Reuter
Markus Reuter (3 september 1972) is een Duitse componist, producer en gitarist. Hij is gespecialiseerd in het bespelen van de gitaar volgens de tappingtechniek en via elektronische weg laten "loopen" van muziek.
Van oorsprong werd hij getraind voor klassiek pianist en componist. Later kreeg hij belangstelling voor andere muziekinstrumenten. Zo heeft hij zich de gitaar meester gemaakt onder invloed en begeleiding van onder meer Robert Fripp. Daarna volgde de Chapman Stick, ditmaal vanwege het spel van Tony Levin op dat instrument; weer later volgde de Warr Guitar, het instrument van Trey Gunn. Fripp, Levein en Gunn maken of maakten deel uit van King Crimson, en zijn muziekstijl schuurt dan ook tegen de stijl van die muziekgroep aan. Hij heeft soloalbums uitgegeven, maar trad ook op met anderen. De laatste jaren speelde hij met Pat Mastelotto (ook al van King Crimson) in de band Tuner en nam hij een aantal ambient- annex soundscapealbums op met Ian Boddy, bespeler van synthesizers. Daarnaast verschenen met zijn medewerking muziekalbums van Centrozoon.
Reuter is ook gediplomeerd psycholoog en instructeur van zijn eigen Touch guitars.

## Discografie

### solo
- 1997 - Taster
- 1998 - Containment
- 2001 - The longest in terms of being
- 2001 - Digitalis
- 2003 - Older than god
- 2006 - Trepanation
- 2009 - Markus Reuter feat. Sha
- 2009 - Todmorden 513

### Reuter / Boddy
- 1999 - Distant rituals
- 2001 - Tryptich
- 2003 - Pure
- 2009 - Dervish
- 2013 - Colour division
- 2017 - Memento
- 2021 - Outland

### Tuner
- 2005 - Totem
- 2007 - Pole
- 2008 - Müüt

### Centrozoon
- 2000 - Blast
- 2000 - The cult of Bibbiboo
- 2001 - Sun lounge debris
- 2003 - The scent of crush and burn
- 2004 - Never trust the way we are
- 2004 - Bigger space (Dvd)
- 2006 - Angel liquor
- 2007 - Lovefield

### Andere combinaties
- 2000 - Europa String Choir - Lemon crash
- 2000 - Boehm, Lantos en Reuter - String unit
- 2001 - Dago - Sounds for a blue planet
- 2004 - Europa String Choir - Marching ants
- 2005 - Kuha. - Telekineettinen testilaboratorio (gastmusicus)
- 2007 - Reuter met Robert Rich - Eleven questions
- 2008 - Star of Ash - The thread (arrangeur)
- 2008 - Tovah - Escapologist (producer/arrangeur)
- 2012 - lament - met Stephen Parsick
- 2017 - Face - met Pat Mastelotto
- 2020 - Truce - met Fabio Trentini en Asaf Sirkis
- 2020 - Truce 2 - met Fabio Trentini en Asaf Sirkis